# Martin Häner
Martin Häner (ur. 27 sierpnia 1988) – niemiecki hokeista na trawie. Złoty medalista olimpijski z Londynu. Na igrzyskach w Rio de Janeiro zdobył brązowy medal.

## Kariera sportowa
Występuje w defensywie. W reprezentacji Niemiec debiutował w 2005. W 2010 zajął drugie miejsce na mistrzostwach świata. Zwyciężał w mistrzostwach Europy w 2011 i był drugi w 2009. W kadrze rozegrał 92 spotkania i strzelił 12 bramek. Wcześniej występował w kadrach juniorskich i młodzieżowych.